# Pagorzyna
Pagorzyna (do 14 lutego 1968 Pogorzyna) – wieś w Polsce, położona w województwie małopolskim, w powiecie gorlickim, w gminie Lipinki.

## Położenie geograficzne
Pagorzyna leży w zachodniej części Pogórza Jasielskiego na Pogórzu Środkowobeskidzkim. W latach 1975–1998 miejscowość administracyjnie należała do województwa krośnieńskiego.

## Integralne części wsi
| SIMC    | Nazwa   | Rodzaj    |
| ------- | ------- | --------- |
| 0356004 | Pasieki | część wsi |
| 0356010 | Zalas   | część wsi |

## Kopalnictwo naftowe
W drugiej połowie XIX wieku podobnie jak w sąsiednich miejscowościach Harklowej i Lipinkach także w Pagorzynie rozpoczęto poszukiwania  oleju skalnego. Około roku 1870 właściciel lasu W. Wittig rozpoczął wydobycie ropy naftowej płytkimi szybami kopalnymi. Powstałą kopalnię w 1906 nabyła firma  "Zachodnogalicyjskie Zakłady Naftowe ". Do 1920 wykonano na złożu 10 otworów o nazwie "Pagorzyna ", a w latach 1940-42 następne 3:  "Pagorzyna-11,12,13". Tylko jeden z nich  "Pagorzyna-1 " był produktywny i eksploatowany do 1954. Obecnie wszystkie otwory są zlikwidowane.
W 2010 niemiecka firma RWE Dea wykonała odwiert w poszukiwaniu węglowodorów o nazwie "Pola-3" położony w pobliżu granicy z Lipinkami.

## Zabytki
Obiekt wpisany do rejestru zabytków nieruchomych województwa małopolskiego.
- cmentarz wojenny nr 103 z I wojny światowej, w masywie leśnym Łysej Góry.

W miejscowości ma swoją siedzibą parafia Najświętszego Serca Pana Jezusa, należąca do dekanatu Biecz, diecezji rzeszowskiej

## Galeria

Widok na kościół parafialny
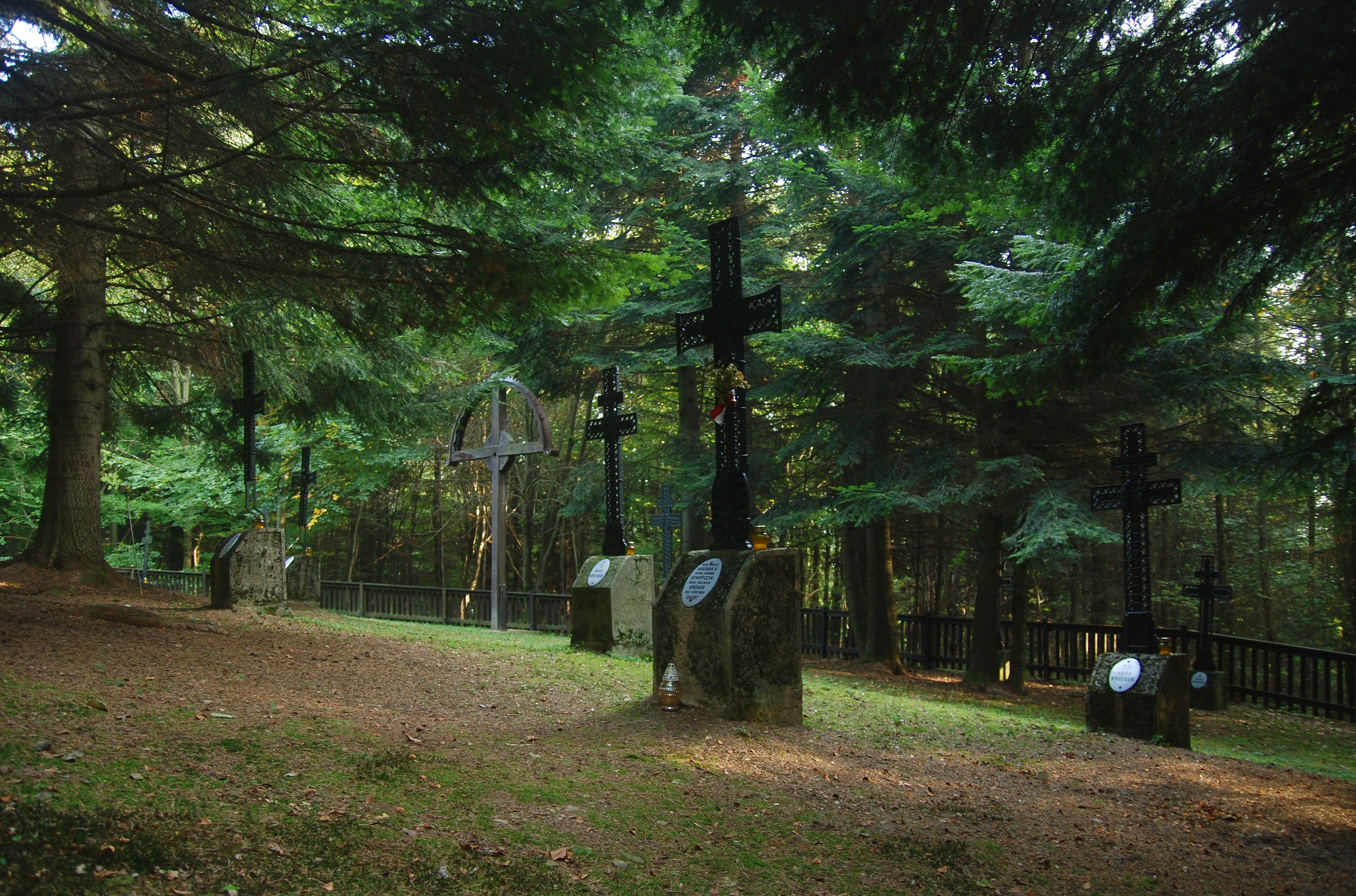
Zabytkowy cmentarz wojenny nr 103
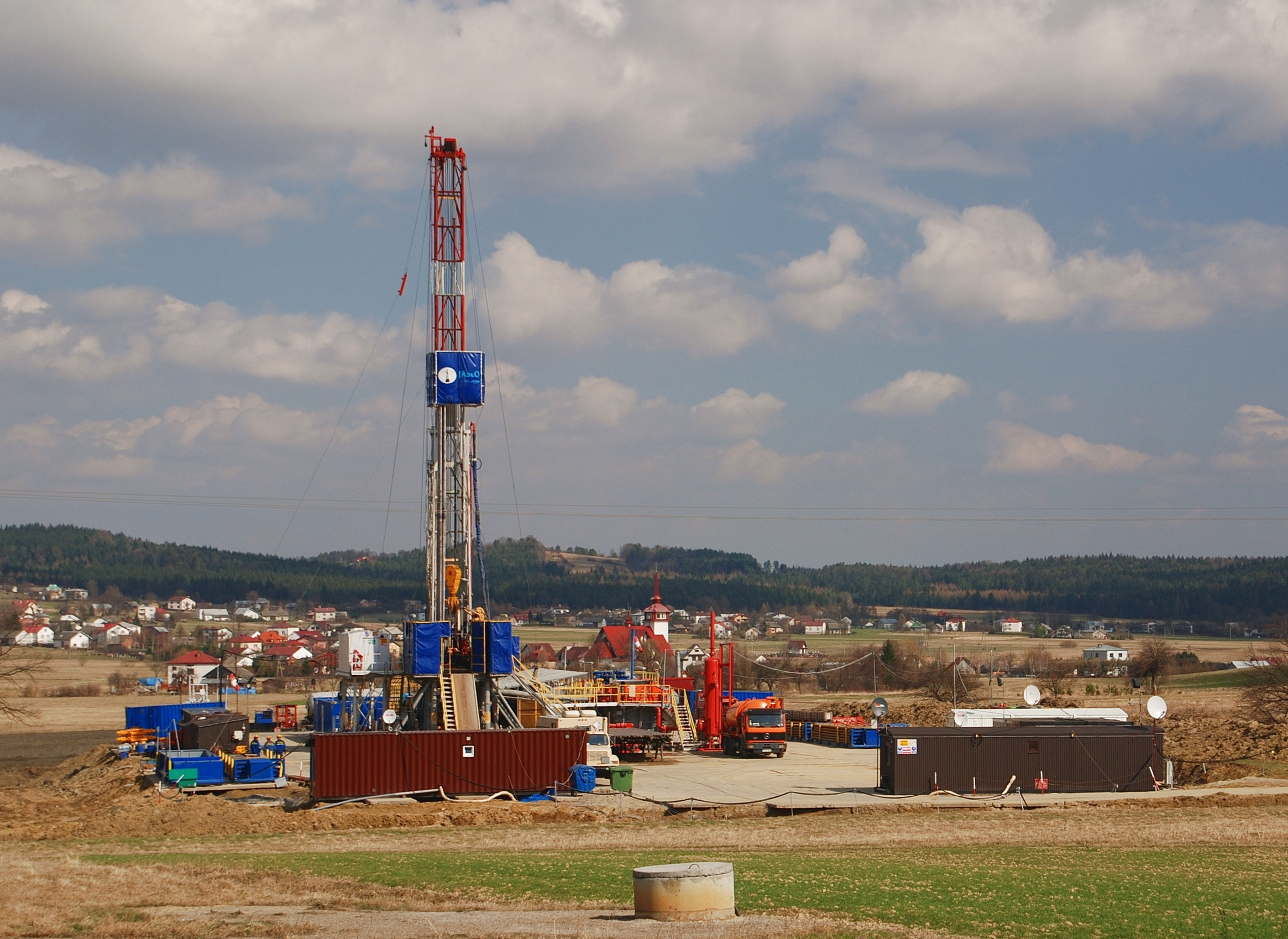
Wiertnia Pola-3